# Matthias Seack
Matthias Seack, född den 28 juli 1962 i Hamburg, Tyskland, är en västtysk kanotist.
Han tog bland annat VM-brons i K-4 1000 meter i samband med sprintvärldsmästerskapen i kanotsport 1981 i Nottingham.